# 朱吉国家鸟类保护区
朱贾国家鸟类保护区（法語：Parc national des oiseaux du Djoudj）是塞内加尔河三角洲地区的一处鸟类保护区，位于塞内加尔境内，比法市王国北部，圣路易斯东北。朱贾国家鸟类保护区为鸟类迁徙提供了栖息地，于1981年列入联合国教科文组织世界遗产名录。

## 历史
1971年建立朱贾国家鸟类保护区，1975年将保护区面积扩大。1981年列入联合国教科文组织世界遗产名录，由于保护不当，曾于1984年-1988年和2000年-2006年两度列入濒危世界遗产名录。

## 地理
朱贾国家鸟类保护区所在的塞内加尔河三角洲面积超过16 000公顷，周边为萨赫勒地带。

## 旅游
每年11月初至次年4月保护区向游客开放。

## 生态
朱贾国家鸟类保护区内拥有白鹈鹕、紫苍鹭、非洲篦鹭、大白鹭、鸬鹚等150多万种鸟类。
1986年，塞内加尔一大坝开建，导致水质下降、养分减少。专家称，由于河沙堵塞河道，该地区的生物受到威胁。

## 登录基准
该世界遗产被认为满足世界遺產登錄基準中的以下基準而予以登錄：
- （vii）包含出色的自然美景与美学重要性的自然现象或地区。
- （x）拥有最重要及显著的多元性生物自然生态栖息地，包含从保育或科学的角度来看，符合普世价值的濒临绝种动物种。